# Гюльстан (Ошская область)
Гюльстан (кирг. Гүлстан) — село в Ноокатском районе Ошской области Кыргызстана. Входит в состав Гюльстанского айылного аймака.

## География
Село расположено в западной части области, на берегах реки Чиле, на расстоянии приблизительно 3 километров (по прямой) к западу от города Ноокат, административного центра района. Абсолютная высота — 1388 метров над уровнем моря.

## Население
Согласно оценочным данным Национального статистического комитета Кыргызской Республики, численность населения села на начало 2023 года составляла 6235 человек.
| год     | 2009 | 2014 | 2015 | 2020 | 2021 | 2023 |
| ------- | ---- | ---- | ---- | ---- | ---- | ---- |
| человек | 3423 | 3644 | 3792 | 5989 | 6113 | 6235 |